# Namhä

Poloha okresu Namhä v rámci Jižní Korey i v rámci provincie Jižní Kjongsang

Plán dvou hlavních ostrovů a jejich propojení mosty

Okres Namhä (korejsky 남해군 – Namhä gun) je okres v provincii Jižní Kjongsang v Jižní Koreji. Má rozlohu přibližně 357 čtverečních kilometrů a v roce 2011 v něm žilo přes padesát tisíc obyvatel.
Leží na jihozápadě provincie Jižní Kjongsang a jedná se o ostrovní okres skládající se z velkého ostrova Namhädo, menšího Čchangsŏndo, tří ještě menších ostrovů Čodo, Hodo a Nodo a ještě dalších 73 neobydlených ostrůvků.